# Ladutjärnen (Vänjans socken, Dalarna, 676591-139874)
Ladutjärnen är en sjö i Mora kommun i Dalarna och ingår i Dalälvens huvudavrinningsområde.